# 風間柚乃
風間 柚乃（かざま ゆの、5月1日 - ）は、宝塚歌劇団月組に所属する男役。月組2番手スター。
東京都品川区、青山学院高等部出身。身長169cm。血液型B型。愛称は「おだちん」、「ゆの」、「かざま」。

## 来歴
2012年、宝塚音楽学校入学。
2014年、音楽学校卒業後、宝塚歌劇団に100期生として入団。入団時の成績は9番。月組公演「宝塚をどり／明日への指針／TAKARAZUKA 花詩集100!!」で初舞台。
2015年、組まわりを経て月組に配属。
芝居巧者として早くから注目を集め、2018年の「カンパニー」で新人公演初主演。同年、愛希れいか退団公演となる「エリザベート」で、ルドルフ役を役替わりで演じ、新人公演では狂言回しとなる大役ルキーニ（本役：月城かなと）に抜擢。2番手スター・美弥るりかが休演した際には、美弥の代役として月城がフランツ役を演じるのに伴い、月城の代役として本公演でもルキーニ役を演じた。
2019年、珠城りょう・美園さくらトップコンビ大劇場お披露目となる「夢現無双」で、2度目の新人公演主演。月城が休演した際には、再び本公演で代役を演じた。続く「チェ・ゲバラ」（日本青年館・ドラマシティ公演）で、出演予定だった月城の休演により、2番手格のフィデル・カストロ役に抜擢。専科理事の轟悠と共演を果たす。
2021年の「LOVE AND ALL THAT JAZZ」でバウホール公演初主演。
2024年の「BLUFF」（プレイハウス・バウホール公演）で東上公演初主演。同年の「ゴールデン・リバティ／PHOENIX RISING」より月組新2番手に昇格。

## 人物
父はプロゴルファーの小達敏昭、伯母は女優の夏目雅子、義伯母も女優の田中好子。
幼い頃から運動神経が抜群で、短距離走が得意だった。
小学生の時、月組トップスター・瀬奈じゅんの舞台を見て心を奪われ、迷うことなくタカラジェンヌを志した。

## 主な舞台

### 初舞台
- 2014年3 - 6月、月組『宝塚をどり』『明日への指針 -センチュリー号の航海日誌-』『TAKARAZUKA 花詩集100!!』

### 組まわり
- 2014年11 - 2015年2月、宙組『白夜の誓い -グスタフIII世、誇り高き王の戦い-』 - 王宮の侍従『PHOENIX 宝塚!!-蘇る愛-』

### 月組時代
- 2015年4 - 7月、『1789-バスティーユの恋人たち-』
- 2015年8 - 9月、『A-EN（エイエン） ARTHUR VERSION』（バウホール） - ダニエル・オーギュスト
- 2015年11 - 2016年2月、『舞音-MANON-』 - 新人公演：タン（本役：蓮つかさ）『GOLDEN JAZZ』
- 2016年6 - 9月、『NOBUNAGA〈信長〉-下天の夢-』 - 忠三郎、新人公演：弥助（本役：貴澄隼人）『Forever LOVE!!』
- 2016年10月、『FALSTAFF』（バウホール） - エイブラハム／イングランド兵／仮面の男
- 2016年10 - 11月、『Bow Singing Workshop〜月〜』（バウホール）
- 2017年1 - 3月、『グランドホテル』 - 地階の労働者、新人公演：オットー・クリンゲライン（本役：美弥るりか）『カルーセル輪舞曲（ロンド）』[8][6]
- 2017年5月、『長崎しぐれ坂』 - あんぺ『カルーセル輪舞曲（ロンド）』（博多座）
- 2017年7 - 10月、『All for One』 - ジョルジュ、新人公演：ベルナルド（本役：月城かなと）[8]
- 2017年12月、『Arkadia-アルカディア-』（バウホール） - カミーユ
- 2018年2 - 5月、『カンパニー-努力（レッスン）、情熱（パッション）、そして仲間たち（カンパニー）-』 - 舞台監督、新人公演：青柳誠二（本役：珠城りょう）『BADDY（バッディ）-悪党（ヤツ）は月からやって来る-』 新人公演初主演[8][7]
- 2018年6 - 7月、『THE LAST PARTY〜S.Fitzgerald's last day〜』（日本青年館・ドラマシティ） - KAZAMA／公園の学生／記者
- 2018年8 - 11月、『エリザベート-愛と死の輪舞（ロンド）-』 - シュテファン・カロリィ[注釈 1]／ルドルフ[注釈 2]、新人公演・代役：ルイジ・ルキーニ（本役：月城かなと）[注釈 3][9][10]
- 2019年1月、『ON THE TOWN（オン・ザ・タウン）』（東京国際フォーラム） - オジー
- 2019年3 - 6月、『夢現無双』 - 辻風黄平／代役：本位田又八（本役：月城かなと）[注釈 4]、新人公演：新免武蔵（本役：珠城りょう）『クルンテープ 天使の都』 新人公演主演[9][11]
- 2019年7 - 8月、『チェ・ゲバラ』（日本青年館・ドラマシティ） - フィデル・カストロ[12][2]
- 2019年10 - 12月、『I AM FROM AUSTRIA-故郷（ふるさと）は甘き調（しら）べ-』 - フェリックス・モーザー、新人公演：エルフィー・シュラット（本役：光月るう）
- 2020年2月、『出島小宇宙戦争』（ドラマシティ・東京建物 Brillia HALL） - シーボルト
- 2020年9 - 2021年1月、『WELCOME TO TAKARAZUKA-雪と月と花と-』『ピガール狂騒曲』 - ボリス・デュポン[3]
- 2021年2月、『ダル・レークの恋』（TBS赤坂ACTシアター） - クリスナ・クマール[3]
- 2021年3月、『ダル・レークの恋』（ドラマシティ） - ペペル／ヒンドゥーの神
- 2021年5 - 8月、『桜嵐記（おうらんき）』 - 足利尊氏、新人公演：ある老年の男（本役：光月るう）『Dream Chaser』
- 2021年10月、『LOVE AND ALL THAT JAZZ』（バウホール） - ルーカス・ボルクマン バウ初主演[13][2]
- 2022年1 - 3月、『今夜、ロマンス劇場で』 - 山中伸太郎『FULL SWING!』 トリプルエトワール
- 2022年5月、『ブエノスアイレスの風』（日本青年館・ドラマシティ） - リカルド
- 2022年7 - 10月、『グレート・ギャツビー』 - ニック・キャラウェイ
- 2022年11 - 12月、『ブラック・ジャック 危険な賭け』 - ケイン『FULL SWING!』（全国ツアー） トリプルエトワール
- 2023年2 - 4月、『応天の門』 - 藤原基経『Deep Sea-海神たちのカルナバル-』
- 2023年6月、『DEATH TAKES A HOLIDAY』（東急シアターオーブ） - ヴィットリオ・ランベルティ公爵
- 2023年8 - 11月、『フリューゲル-君がくれた翼-』 - ルイス・ヴァグナー『万華鏡百景色（ばんかきょうひゃくげしき）』
- 2024年1月、『G.O.A.T』（梅田芸術劇場）[15]
- 2024年3 - 7月、『Eternal Voice 消え残る想い』 - ダシエル『Grande TAKARAZUKA 110!』
- 2024年8 - 9月、『BLUFF（ブラフ）』（プレイハウス・バウホール） - ドノヴァン 東上初主演[14]
- 2024年11 - 2025年3月、『ゴールデン・リバティ』 - ライマン『PHOENIX RISING（フェニックス・ライジング）』
- 2025年4 - 5月、『花の業平』 - 藤原基経『PHOENIX RISING』（全国ツアー）
- 2025年7 - 11月、『GUYS AND DOLLS』 - ネイサン・デトロイト

## 出演イベント
- 2014年4月、宝塚歌劇100周年 夢の祭典『時を奏でるスミレの花たち』[注釈 5]
- 2019年1月、『演劇人祭』[注釈 6][16]

## CM出演
- 2021年10月 - 2023年、ダイキン工業『うるさらX』[17]
- 2025年 - 、菓匠三全『萩の月』[18]

## 受賞歴
- 2018年、『阪急すみれ会パンジー賞』 - 新人賞[19]
- 2019年、『宝塚歌劇団年度賞』 - 2018年度新人賞[20]
- 2022年、『宝塚歌劇団年度賞』 - 2021年度アーティスト賞[21]
- 2023年、『宝塚歌劇団年度賞』 - 2022年度努力賞[22]